# 스프링클러 설비

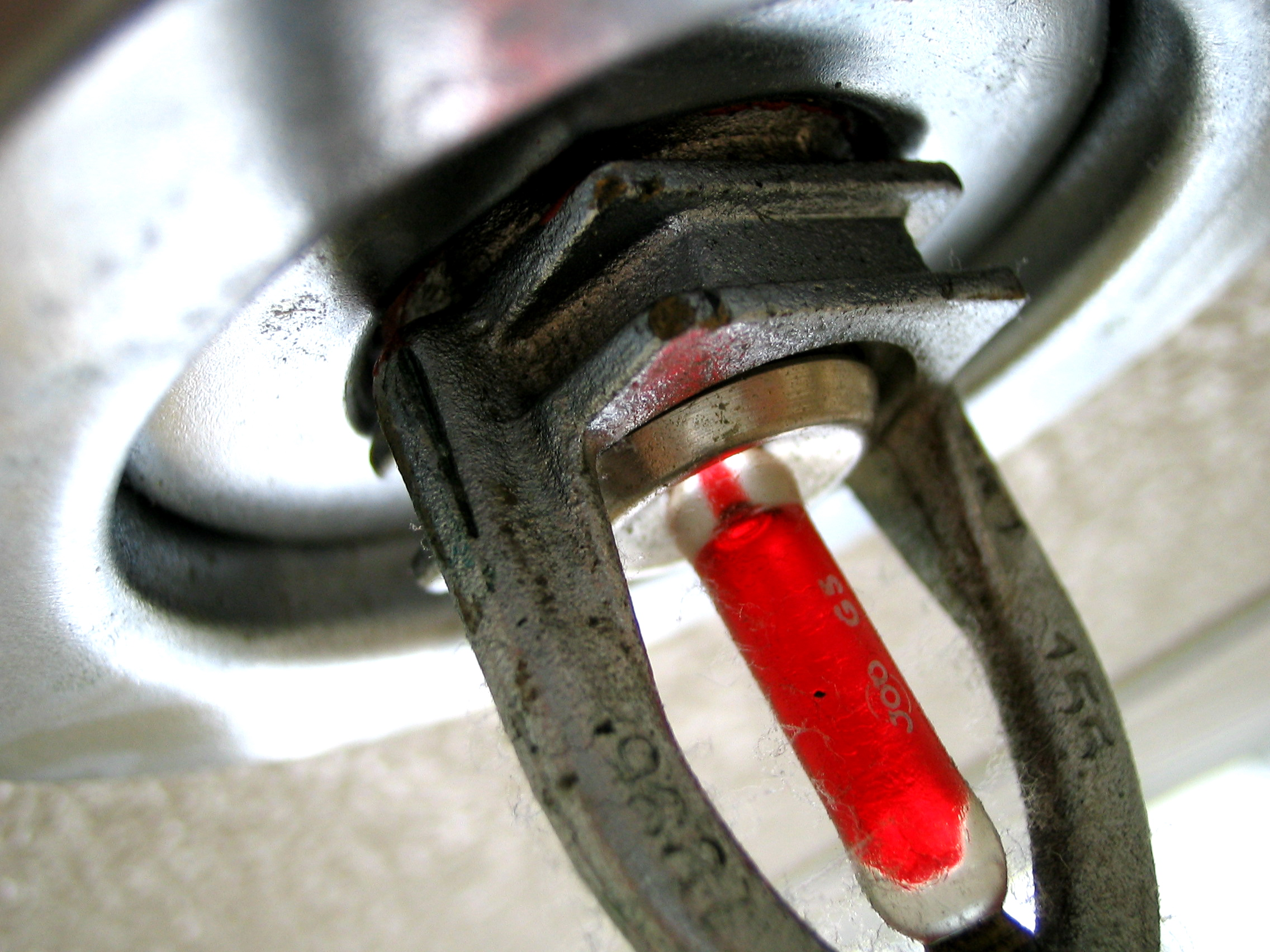
스프링클러

스프링클러 설비(sprinkler)는 소방용 설비의 하나이며, 화재 발생시 초기 진화를 주된 목적으로하는 시설이다. 일부 시설을 제외하고 자동으로 작동한다. 설비 비용은 가장 높지만 현재 건물의 화재 시 안전 도모에는 좋은 시설이라고 할 수 있다. 화재로 막대한 경제적 손실을 입을 우려가 있는 대형 창고, 공장, 고층 건물, 지하, 복지 시설, 병원, 호텔, 백화점 등 일단 화재가 발생하면 대량 인명과 관련된 사태가 우려되는 곳에서 사용된다.

## 스프링클러 설치 기준
1. 문화 및 집회시설(동/식물원은 제외한다), 종교시설(주요구조부가 목조인 것은 제외한다), 운동시설(물놀이형 시설은 제외한다)로서 다음의 어느 하나에 해당하는 경우에는 모든 층
  - 수용인원이 100명 이상인 것
  - 영화상영관의 용도로 쓰이는 층의 바닥면적이 지하층 또는 무창층인 경우에는 500제곱미터 이상, 그 밖의 층의 경우에는 1천 제곱미터 이상인 것
  - 무대부가 지하층/무창층 또는 4층 이상의 층에 있는 경우에는 무대부의 면적이 300제곱미터 이상인 것
  - 무대부가 다) 외의 층에 있는 경우에는 무대부의 면적이 500제곱미터 이상인 것
2. 판매시설, 운수시설 및 창고시설(물류터미널에 한정한다)로서 바닥면적의 합계가 5천제곱미터 이상이거나 수용인원이 500명 이상인 경우에는 모든 층
3. 층수가 6층 이상인 특정소방대상물(건축물)의 경우에는 모든 층. 다만, 주택 관련 법령에 따라 기존의 아파트등을 리모델링하는 경우로서 건축물의 연면적 및 층높이가 변경되지 않는 경우에는 해당 아파트등의 사용검사 당시의 소방시설 적용기준을 적용한다.
4. 다음의 어느 하나에 해당하는 용도로 사용되는 시설의 바닥면적의 합계가 600 제곱미터 이상인 것은 모든 층
  - 의료시설 중 정신의료기관
  - 의료시설 중 요양병원(정신병원은 제외)
  - 노유자시설
  - 숙박이 가능한 수련시설
  - 영유아 보육법 시행규칙 별포1에 따라, 600제곱미터 이상이 아니더라도 4층, 5층에 어린이집이 있으면 전층 스프링클러 설치
5. 창고시설(물류터미널은 제외한다)로서 바닥면적 합계가 5천제곱미터 이상인 경우에는 모든 층
6. 천장 또는 반자9반자가 없는 경우에는 지붕의 옥내에 면하는 부분0의 높이가 10미터를 넘는 랙식창고(Rack waregouse)(물건을 수납할 수 있는 선반이나 이와 비슷한 것을 갖춘 것을 말한다)로서 바닥면적의 합계가 1천5백제곱미터 이상인 것.
7. 1)부터 6)까지의 특정소방대상물에 해당하지 않는 특정소방대상물의 지하층.무창층(축사는 제외한다) 또는 층수가 4층 이상인 층으로서 바닥면적이 1천제곱미터 이상인 층
8. 6)에 해당하지 않는 공장 또는 창고시설로서 다음의 어느 하나에 해당하는 시설
  - [소방기본법 시행령] 별표 2에서 정하는 수량의 1천 배 이상의 특수가연물을 저장/취급하는 시설
  - [원자력안전법 시행령] 제2조제1호에 따른 중/저준위방사성폐기물(이하 "중/저준위방사성 폐기물"이라 한다)의 저장시설 중 소화수를 수집/처리하는 설비가 있는 저장시설
9. 지붕 또는 외벽이 불연재료가 아니거나 내화구조가 아닌 공장 또는 창고시설로서 다음의 어느 하나에 해당하는 것
  - 창고시설(물류터미널에 한정한다) 중 2)에 해당하지 않는 것으로서 2천5백제곱미터 이상이거나 수용인원이 250명 이상인 것
  - 창고시설(물류터미널은 제회한다) 중 5)에 해당하지 않는 것으로서 바닥면적의 합계가 2천5백제곱미터 이상인 것
  - 랙식 창고시설 중 6)에 해당하지 않는 것으로서 바닥면적의 합계가 750제곱미터 이상인 것
  - 공장 또는 창고시설 중 7)에 해당하지 않는 것으로서 [소방기본법]시행령 별표2에서 정하는 수량의 500배 이상의 특수가연물을 저장/취급하는 시설
10. 지하가9터널은 제회한다)로서 연면적 천제곱미터 이상인 것
11. 기숙사(교육연구시설/수련시설 내에 있는 학생수용을 위한 것을 말한다) 또는 복합건축물로서 연면적 5천제곱미터 이상인 경우에는 모든 층
12. 교정 및 군사시설 중 다음의 어느 하나에 해당하는 경우에는 해당 장소
  - 보호감호소, 교도소, 구치소 및 그 지소, 보호관찰소, 갱생보호시설, 치료감호시설, 소년원 및 소년분류심사원의 수용거실
  - [출입국관리법] 제52조제2항에 따른 보호시설9외국인보호소의 경우에는 보호대상자의 생활공간으로 한정한다. 이하 같다)로 사용하는 부분. 다만, 보호시설이 임차건물에 있는 경우에는 제외한다.
  - [경찰관 직무집행법] 제9조에 따른 유치장
13. 1)부터 12)까지의 특정소방대상물에 부속된 보일러실 도는 연결통로 등

## 같이 보기
- 건축공학